# Monarch
Pour les articles homonymes, voir Monarch (homonymie).
Monarch est un hameau (hamlet) du Comté de Lethbridge, situé dans la province canadienne d'Alberta.

## Démographie
En tant que localité désignée dans le recensement de 2011, Monarch a une population de 220 habitants dans 90 de ses 90 logements, soit une variation de 18,9 % par rapport à la population de 2006. Avec une superficie de 0,419 1 km2, le hameau possède une densité de population de 524,934 4 hab/km2 en 2011.
Concernant le recensement de 2006, Monarch abritait 185 habitants dans 79 de ses 79 logements. Avec une superficie de 0,419 1 km2, le hameau possédait une densité de population de 441,4 hab/km2 en 2006.